# كريم قدور
كريم قدور (بالفرنسية: Karim Kaddour)‏ هو لاعب كرة قدم فرنسي، ولد في 6 يونيو 1983 في سان دوني في فرنسا. لعب مع نادي لومان.

## حياته الشخصية
وُلد كريم في سان دوني بفرنسا ولكنه قضى كل حياته المهنية في السفر من بلاد إلى أخرى. يعمل حاليًا كمدرب في مدرسة لوزان الدولية، وهي مدرسة في لو مون سور لوزان في سويسرا.

## وصلات خارجية
- كريم قدور على موقع قاعدة بيانات كرة القدم.إي يو (الإنجليزية)
- كريم قدور على موقع Soccerway.com (الإنجليزية)